# Jesús Cabrera Muñoz-Ledo
Jesús Cabrera Muñoz-Ledo (* 20. April 1928 im Municipio Apaseo el Grande; † 22. September 2000 in Mexiko-Stadt) war ein mexikanischer Botschafter.

## Leben
Seine Vorbereitung auf das Studium absolvierte er in Celaya und erhielt ein Diplom in Rechtswissenschaft.
Er besuchte die Escuela de Derecho in Mexiko-Stadt und von 1950 bis 1952 ein Wirtschaftswissenschaftsinstitut in Paris.
Von 1949 bis 1952 betrieb Jesús Cabrera Muñoz-Ledo Studien zu internationalen Beziehungen am Institut für Internationale Beziehungen in Paris.
welche er mit der Arbeit The Principle of International Public Law abschloss.
1952 betrieb er Studien zu internationalen Organisationen in der Schweiz als Fellow der französischen Regierung und der Vereinten Nationen.
1953 trat er in den auswärtigen Dienst von Mexiko.
Er war Assistent der ständigen Vertretung der mexikanischen Regierung bei der UNESCO.
1965 war er in der Secretaría de Relaciones Exteriores (SRE) in der Abteilung internationale Organisationen.
Von 1965 bis 1975 lehrte er am Colegio de México.
Er saß im Parlament dem Ausschuss für auswärtige Angelegenheiten vor.
Er war Mitglied der Partido Revolucionario Institucional (PRI).
Von 1969 bis 1975 leitete Jesús Cabrera Muñoz-Ledo die Kulturabteilung des SRE.
Von 1976 bis 1980 war Jesús Cabrera Muñoz Ledo Senator für den Bundesstaat Guanajuato.
Von 1976 bis 1980 war er Berater für internationale Angelegenheiten im Comité Ejecutivo Nacional (CEN) der PRI.
Von 1978 bis 1980 war er Sekretär für ideologische Bildung in der Confederación de Organizaciones Populares (CNOP).
Von 1981 bis 1986 war er in Australien Botschafter.
Seine Eltern waren Margarita Muñoz Ledo Primo und der Landwirt Jesús Cabrera Velázquez.
Er heiratete die Lehrerin Murel del Olmo Tappan.
Er war kinderlos.

## Veröffentlichungen
- En campaña por Guanajuato, 1976 1982

| Vorgänger                    | Amt                                                                        | Nachfolger                     |
| ---------------------------- | -------------------------------------------------------------------------- | ------------------------------ |
| Sergio Joaquín Romero Cuevas | Mexikanischer Botschafter in Canberra 7. August 1980 bis 16. Mai 1985      | Jesús Francisco Domené Vázquez |
| Sergio Joaquín Romero Cuevas | Mexikanischer Botschafter in Wellington 2. Dezember 1980 bis 25. Juli 1985 | Jesús Francisco Domené Vázquez |
| Luisa María Leal Duk         | Mexikanischer Botschafter in San José 29. April 1986 bis 20. Dezember 1989 | Carmen Moreno Toscano          |
| José Sánchez Gutiérrez       | Mexikanischer Botschafter in Brasilia 16. Januar 1990 bis 7. August 1992   | Eugenio Anguiano Roch          |
| Graciela de la Lama Gómez    | Mexikanischer Botschafter in Kairo 9. Februar 1993 bis 1. Dezember 1994    | Carlos Fuentes Cáceres         |